# Gore Verbinski
Gregor Verbinski (Oak Ridge, Tennessee, 1964. március 16. –) lengyel származású amerikai Oscar-díjas filmrendező.

## Élete és pályafutása
1987-ben szerzett diplomát a neves UCLA filmiskolában.
Noha leginkább mozifilmjeiről ismert, karrierjét videóklipek rendezésével kezdte. A Palomart Picturesnél többek között a Bad Religion és a Monster Magnet nevű együttesekkel dolgozott. Verbinski maga is gitározott egy The Little Kings elnevezésű punkbandában, melynek producere a neves underground tetoválóművész, Marc "Rude" Hoffman volt. Emellett játszott még a The Vandals és a The Daredevils nevű formációkban is. A klipeket felváltották a reklámfilmek, s ebben a szakmában olyan márkák váltották egymást kezei alatt, mint a Nike, a Coca-Cola, a Canon, a Skittles vagy a United Airlines.
Verbinski egyik leghíresebb reklámját a Budweisernek készítette, amiben békák brekegik el a cég nevét. Reklámfilmes pályafutása során négy Clio Warddal jutalmazták és Cannes-ban is elismerésben részesült.
The Ritual című 1996-os rövidfilmje után (melyet ő maga írt), megrendezhette első mozifilmjét, az Egértanya című családi vígjátékot. A film világviszonylatban nagy siker lett, amit még nagyobb kaliberű film követett; A mexikói című akcióvígjátékban Julia Robertsszel és Brad Pitt-tel dolgozhatott. A film vegyes fogadtatásban részesült és a várt nagy bevétel is elmaradt, a húzónevek ellenére csupán 66 millió dollárt hozott az Egyesült Államokban (38 millió dolláros költségvetés mellett). Ezt a munkát követte a 2002-es A kör, amely egy azonos című japán horror amerikai feldolgozása. A film hatalmas siker lett, világszerte közel negyedmilliárd dollárt hozva a készítőknek. Még ugyanebben az évben Verbinski besegített Az időgép rendezésébe is, a munkálatokba belefáradó Simon Wellst helyettesítve.
A rendező legnagyobb sikerét a 2003-as meglepetésfilmmel, A Karib-tenger kalózai: A Fekete Gyöngy átkával érte el, ami több mint 650 millió dolláros bevételt termelt nemzetközi színtéren, emellett új löketet adott Johnny Depp karrierjének.
Verbinski következő alkotása Az időjós című film volt Nicolas Cage főszereplésével. A többnyire pozitív visszajelzéseket azonban beárnyékolta a jegypénztáraknál való gyenge szereplés.
2005 márciusában kezdődött meg A Karib-tenger kalózai két folytatásának forgatása. A második rész, A Karib-tenger kalózai: Holtak kincse 2006 nyarán került a mozikba, s az elsöprő sikerű kalandfilm azonnal Verbinski karrierjének legjövedelmezőbb produkciója lett. A harmadik rész bemutatója kevesebb mint egy évvel később, 2007. május 25-én volt.

## Rendezői filmográfia

### Film
| Év   | Magyar cím                                   | Eredeti cím                                            | Feladatkör | Feladatkör | Feladatkör |
| Év   | Magyar cím                                   | Eredeti cím                                            | Rendező    | Producer   | Író        |
| ---- | -------------------------------------------- | ------------------------------------------------------ | ---------- | ---------- | ---------- |
| 1996 |                                              | The Ritual (rövidfilm)                                 | Igen       | Nem        | Igen       |
| 1997 | Egértanya                                    | Mouse Hunt                                             | Igen       | Nem        | Nem        |
| 2001 | A mexikói                                    | The Mexican                                            | Igen       | Nem        | Nem        |
| 2002 | A kör                                        | The Ring                                               | Igen       | Nem        | Nem        |
| 2003 | A Karib-tenger kalózai: A Fekete Gyöngy átka | Pirates of the Caribbean: The Curse of the Black Pearl | Igen       | Nem        | Nem        |
| 2005 | Az időjós                                    | The Weather Man                                        | Igen       | Nem        | Nem        |
| 2006 | A Karib-tenger kalózai: Holtak kincse        | Pirates of the Caribbean: Dead Man's Chest             | Igen       | Nem        | Nem        |
| 2007 | A Karib-tenger kalózai: A világ végén        | Pirates of the Caribbean: At World's End               | Igen       | Nem        | Nem        |
| 2011 | Rango                                        | Rango                                                  | Igen       | Igen       | Sztori     |
| 2013 | A magányos lovas                             | The Lone Ranger                                        | Igen       | Nem        | Nem        |
| 2013 | Walter Mitty titkos élete                    | The Secret Life of Walter Mitty                        | Nem        | Nem        | Vezető     |
| 2016 | Az egészség ellenszere                       | A Cure for Wellness                                    | Igen       | Igen       | Sztori     |

Színészként
- 2011: Rango – több szereplő hangja

### Videóklipek
| Év   | Előadó             | Cím                        |
| ---- | ------------------ | -------------------------- |
| 1989 | Nofx               | S&M Airlines               |
| 1990 | Vicious Rumors     | Don't Wait for Me          |
| 1991 | Vicious Rumors     | Children                   |
| 1992 | 24-7 Spyz          | Stuntman                   |
| 1992 | Bad Religion       | Atomic Garden              |
| 1993 | Bad Religion       | American Jesus             |
| 1994 | Bad Religion       | 21st Century (Digital Boy) |
| 1994 | Bad Religion       | Stranger than Fiction      |
| 1995 | Monster Magnet     | Negasonic Teenage Warhead  |
| 2004 | The Crystal Method | Born Too Slow              |

## Díjai
- Hollywood Film Festival

2003. az év hollywoodi filmje (A Karib-tenger kalózai: A Fekete Gyöngy átka)